# Мій тато — ідеаліст
«Мій тато — ідеаліст» (рос. «Мой папа — идеалист») — радянський художній фільм-мелодрама режисера Володимира Бортка 1980 року, знятий на кіностудії «Ленфільм».

## Сюжет
Син, лікар-реаніматолог, ніяк не може знайти спільну мову зі своїм батьком, який постійно ятрить і жартує над ним. Але коли молодій мачусі при пологах починає загрожувати небезпека, молода людина забуває всі образи й виконує свій професійний обов'язок.

## У ролях
- Владислав Стржельчик —  Сергій Юрійович Петров
- Юрій Богатирьов —  Борис Сергійович Петров
- Наталія Варлей —  Олена
- Ірина Скобцева —  мати Бориса
- Іван Дмитрієв —  Іван Сергійович
- Ігор Дмитрієв —  кінорежисер
- Олександр Бєлінський —  Ігнатій Степанович
- Володимир Рецептер —  Аркадій
- Борис Соколов —  Роман
- Пантелеймон Кримов —  Михалевич
- Анатолій Равикович —  зубний лікар
- Наталія Кустинська —  Сільва, акторка

## Знімальна група
- Автор сценарію:  Алла Соколова
- Режисер-постановник:  Володимир Бортко
- Продюсер: Олександр Голутва
- Оператор:  Едуард Розовський
- Композитор:  Віктор Лебедєв